# 阿特希埃梅
6°35′N 1°40′E / 6.583°N 1.667°E

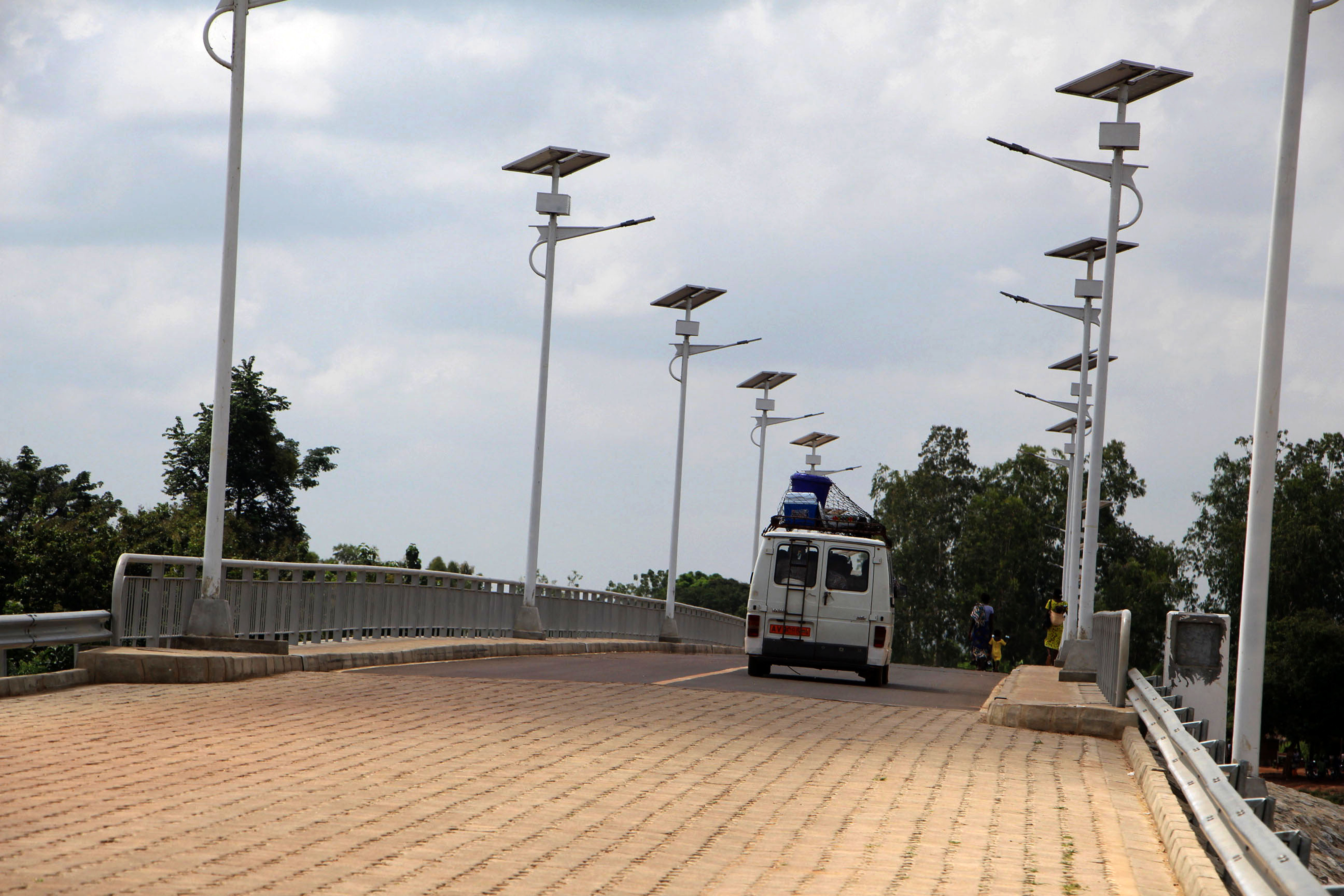
阿特希埃梅的橋樑

阿特希埃梅（法語：Athiémé）是貝寧的城鎮，位於該國西南部，由莫諾省負責管轄，面積220平方公里，海拔高度63米，2013年人口56,483，人口密度每平方公里257人。